# Adaptivní vlastnost
Adaptivní nebo účelná vlastnost v evoluční biologii znamená vlastnost organismu, která je důsledkem působení evolučních mechanismů. V pravém slova smyslu jde tedy spíš o účelnost než účelovost, protože přirozený výběr nesleduje žádný cíl, je to prosté tvarování organismů působením vnějších vlivů. Adaptivní vlastnost může být i například naučený reflex – tedy výsledek makroevoluce. Souhrn všech adaptivních vlastností bývá někdy označován jako adaptivní charakteristika.